# Thomas Rouxel

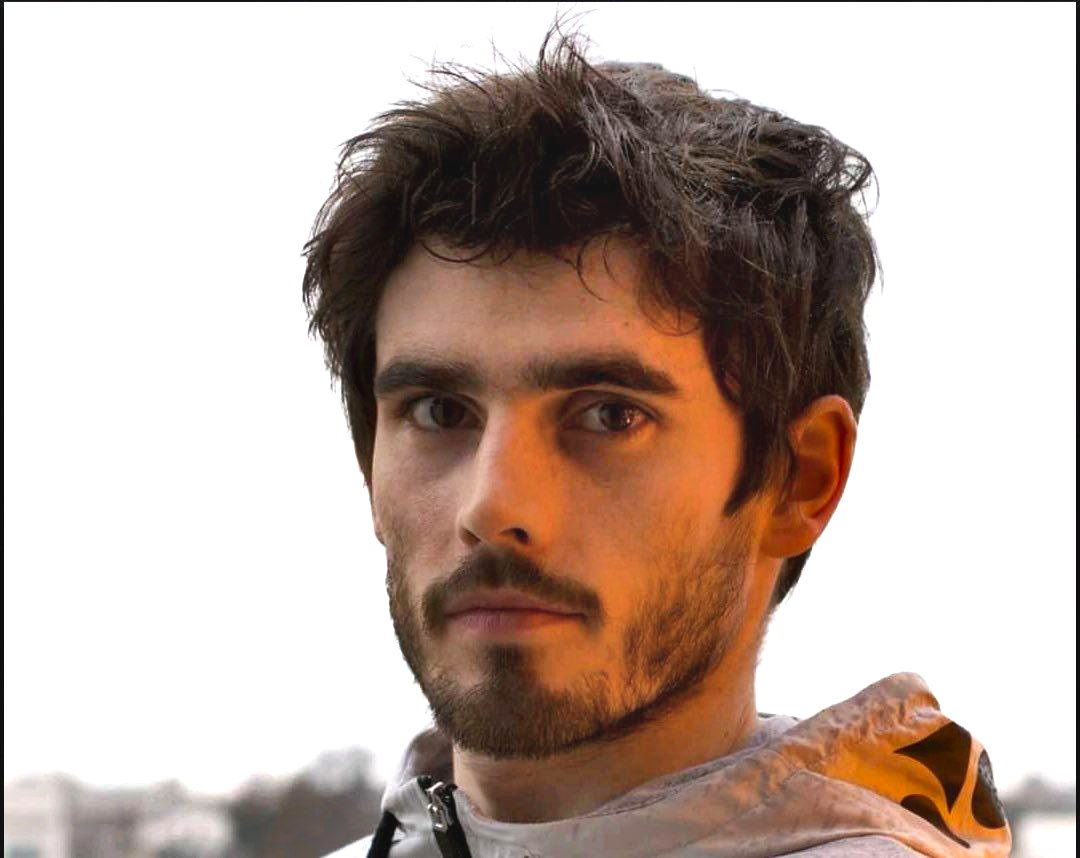
Thomas Rouxel, 2024

Thomas Rouxel (* 26. Mai 1991) ist ein französischer Badmintonspieler.

## Karriere
Thomas Rouxel wurde 2012 und 2014 bei den nationalen Meisterschaften in Frankreich Dritter im Herreneinzel. Bei den Tahiti International belegte er 2012 und 2013 Rang drei. Auch bei den Slovenia International 2013 wurde er Dritter im Herreneinzel.

## Sportliche Erfolge
| Saison    | Veranstaltung                            | Disziplin | Platz | Partner              |
| --------- | ---------------------------------------- | --------- | ----- | -------------------- |
| 2007      | Belgian Junior International 2007        | MD        | 3     | Sylvain Grosjean     |
| 2007/2008 | French Junior Nationals Cadets 2007/2008 | MS        | 1     |                      |
| 2007/2008 | French Junior Nationals Cadets 2007/2008 | MD        | 1     | Florian Gauthier     |
| 2007/2008 | French Junior Nationals Cadets 2007/2008 | XD        | 1     | Andréa Vanderstukken |
| 2009      | Polish Junior International 2009         | MS        | 2     |                      |
| 2009      | Polish Junior International 2009         | XD        | 3     | Andréa Vanderstukken |
| 2009/2010 | French Junior Nationals 2009/2010        | MS        | 1     |                      |
| 2011      | Portugal International 2011              | MS        | 3     |                      |
| 2011      | French International 2011                | MS        | 2     |                      |
| 2011      | Cyprus International 2011                | MS        | 3     |                      |
| 2011      | Romania International 2011               | MS        | 3     |                      |
| 2011/2012 | French Student Championships 2011/2012   | MS        | 1     |                      |
| 2012      | French Nationals 2012                    | MS        | 3     |                      |
| 2012      | Tahiti International 2012                | MD        | 3     | Yoann Turlan         |
| 2013      | Slovenia International 2013              | MS        | 3     |                      |
| 2013      | Tahiti International 2013                | MS        | 3     |                      |
| 2014      | French Nationals 2014                    | MS        | 3     |                      |
| 2014      | St. Petersburg White Nights 2014         | MS        | 2     |                      |
| 2015      | French Nationals 2015                    | MS        | 3     |                      |
| 2015      | Spanish International 2015               | MS        | 3     |                      |
| 2016      | French Nationals 2016                    | MS        | 3     |                      |
| 2016      | Czech International 2016                 | MS        | 3     |                      |